# 다카나시 사라
다카나시 사라(일본어: 高梨 沙羅, 1996년 10월 8일~)는 일본의 스키점프 선수이다. 2018년 동계 올림픽 개인전 동메달리스트이며, 세계 선수권 대회에서 메달 7개를 획득했다. 스키점프 월드컵에서는 종합 우승을 4번 달성하여 여자 선수로는 최다 종합 우승 기록을 세웠다. 또한 월드컵 금메달 64개 획득하여 남녀 통산 역대 최다 월드컵 금메달리스트가 되었으며, 116개의 메달을 획득하여 남녀 통산 역대 최다 월드컵 메달 획득 기록을 세웠다.